# Det er hvidt herude
"Det er hvidt herude" eller "Ouverture" en dansk sang.
Teksten er et digt skrevet af St. St. Blicher i 1838 og udgivet samme år i digtsamlingen Trækfuglene.
Den kendte melodien er skrevet af Thomas Laub i 1914.

## Tekst
Da Blicher skrev digtet, var han 55 år gammel og meget syg. Et anfald af reumatisme holdt ham i sengen længe. Datidens medicin hjalp ikke, men forgiftede ham bare mere. I to måneder drak han kun sukkervand. Han overlevede dog krisen og levede 10 år mere.[kilde mangler]
Danmark havde i øvrigt netop i 1838 én af de koldeste vintre, der nogensinde er målt.[kilde mangler]
Digtet beskriver en mørk og kold vinterverden, hvor sneen ligger tykt udenfor og lukker for alt liv. Især fortæller han, hvordan fuglene har det i denne tid, "Der er ingen fugl, der synger", for fuglene er det kun en kamp om føde og læ, her er ingen nåde. Teksten udtrykker en længsel efter vår, når solen igen vil komme og smelte sneen væk, men vinteren er kommet for at blive.
Det er hvidt herude:

Kyndelmisse slaar sin Knude

Overmaade hvas og haard -

Hvidt forneden, hvidt foroven,

Puddret tykt staaer Træ i Skoven,

Som udi min Abildgaard.

 

Det er tyst herude:

Kun med sagte Pik paa Rude

Mælder sig den smaa Musvit.

Der er ingen Fugl, som synger;

Finken kun paa Qvisten gynger,

Seer sig om og hvipper lidt.

Det er koldt herude:

Ravne skrige, Ugler tude,

Søge Føde, søge Læ.

Kragen spanker om med Skaden

Højt paa Rygningen af Laden,

Skele til det tamme Kræ.

 

Hanen sig opsvinger

Paa en Snemand; sine Vinger

Kladskende han sammenslaaer.

Krummer Halsen stolt og galer -

Hvad monstroe han vil den Praler?

Hvis endda om Tøe han spaaer!

Inderlig jeg længes

Efter Vaar, men Vintren strænges;

Atter Vinden om til Nord!

Kom Sydvest, som Frosten tvinger!

Kom med dine Taagevinger!

Kom og løs den bundne Jord!

## Musik
Thomas Laubs melodi er sat i 3/4 og med tempobetegnelsen "Alvorligt og stille".
Toneomfanget er en oktav.
I den oprindelige udgivelse er tonearten f-mol.

## Udgivelser
Thomas Laubs komposition udkom i Carl Nielsens og Thomas Laubs fællesværk En Snes danske Viser udgivet af Wilhelm Hansen Musik-Forlag i 1915.
Projekt Runeberg har skannet en kopi af denne sangbog.
Phillip Faber har begået et arrangement for pigekor af sangen og det er udgivet i 2021 på Edition S.

## Indspilninger
Randi Teglbjærg og Kjell Olssons indspilning udgivet på 78'er er digitaliseret og tilgængelig via Internet Archive.
DR VokalEnsemblets indspilning var fra et arrangement af Finn Viderø og dirigeret af Bo Holten.
Af kvindelige solister der har indspillet sangen er Anne Dorte Michelsen, Helene Blum, Annisette og Pernille Bach.
Sangen høres i en instrumentaludgave i Svend Methlings film Kongen bød fra 1938.
"Det er hvidt herude" var emnet i en episode i tv-serien Hun roder med den danske sangskat, hvor DR Big Bands chefdirigent Miho Hazama arrangerede en instrumentel jazzudgave.

## Vurderinger
"Det er hvidt herude" er på Modersmål-Selskabets sang- og salmekanon fra 2005.
Kristian Villesen har betegnet sangen som "smukkest af de smukke årstidssange".

## Eksternt link
- Ouverture på kalliope.org
- Det er hvidt herude Arkiveret 13. december 2010 hos  Wayback Machine, musikfokusside på Det Kongelige Biblioteks website